# Lamoraal Joachim Johan Rengers
Lamoraal Joachim Johan baron Rengers ('s-Gravenhage, 28 september 1757 – aldaar, 30 maart 1831) was een Nederlandse politicus.

## Familie
Rengers, lid van de familie Rengers, was een zoon van Hans Willem van Aylva Rengers (1722-1786), luitenant-generaal der cavalerie, kamerheer van de prinses van Oranje, en Anna Helena Henriëtta de Beaufort (1720-1799). Napoleon Bonaparte verhief hem in 1811 tot baron, in 1814 werd hij in de ridderschap van Friesland opgenomen. Hij bleef ongehuwd.

## Loopbaan
Rengers was raad in de Vroedschap (1780-1795), burgemeester (1780) en president-burgemeester (vanaf 1781) van Franeker. Hij werd commies-generaal van de convooien en licenten in dienst der Staten-Generaal bij de admiraliteit van Friesland. Nadat hij was ingezworen, werd hij op voorstel van Court Lambertus van Beyma aangeklaagd wegens meineed, omdat hij gelijktijdig eerste burgemeester van Franeker werd. In de ambtsinstructie was opgenomen dat hij zich aan geen land, provincie of stad particulier mocht verbinden. Het Hof van Friesland sprak hem echter vrij, daar men deze combinatie reeds in het jaar 1641 had toegelaten. Door de Staten-Generaal werd in de uitspraak op 27 mei 1783 berust. Hij was verder lid van het Mindertal van Friesland (1782-1784), Gedeputeerde Staten van Friesland (1782-1784) en lid van de Staten van Friesland (1793-1795). Na de Franse inval werd hij afgezet en was hij van 1795 tot 1806 ambtsloos.
Hij was van 6 oktober 1806 tot 30 juli 1810 lid van het Wetgevend Lichaam en was lid van een geheime commissie, die koning Lodewijk Napoleon samenstelde om hem raad te geven omtrent de toestand waarin het land zich bevond na het verdrag van maart 1810 met zijn broer. Van 19 februari 1811 tot 4 juni 1814 was hij lid van het Keizerlijk Wetgevend Lichaam in Parijs, samen met zijn achterneef Justinus Sjuck Gerrold Juckema van Burmania Rengers. Hij was maire van Lemmer (1811-1814) en lid van de Vergadering van Notabelen (1814), vervolgens lid van de Provinciale Staten van Friesland (1814-1818).
- Biografisch Portaal: 34758220
- Parlement.com: vg09llwabfyh